# Abby in Wonderland
Abby in Wonderland ist ein Direct-to-DVD produzierter Puppentrick-Kurzfilm aus dem Jahr 2008. Die Handlung ist Lewis Carrolls Kinderbuch Alice im Wunderland nachempfunden, die Charaktere werden von Puppen aus der Sesamstraße verkörpert.

## Handlung
In der Kulisse der Sesamstraße erzählt Elmo Abby die Geschichte von Alice im Wunderland. Abby schläft ein und träumt die Handlung des Kinderbuches, die mit Charakteren der Sesamstraße nachgestellt wird:
Abby/Alice folgt dem roten Hasen (Elmo) durch einen Tunnel in das Wunderland. Hier trifft sie unter anderem auf Tweedle-dee und Tweedle-dum (Ernie und Bert) und nimmt an der Teeparty des verrückten Hutmachers (Grover) teil. Ihr Weg durchs Wunderland führt sie zum Schloss des Königs (Oscar). Als Abby traurig ist und glaubt, nicht mehr nach Hause zurückkehren zu können, erinnert der rote Hase sie daran, dass sie nur träumt.
In der Sesamstraßenkulisse weckt Elmo Abby auf, die erkennt, dass sie alles nur geträumt hat. Beide beschließen, nach draußen zum Spielen zu gehen.

## Veröffentlichung
Der Film erschien am 30. September 2008 auf DVD. Im Vorfeld der DVD-Veröffentlichung wurde er im September 2008 im Rahmen der Kidtoons family matinee series in ausgewählten Kinos aufgeführt. Die Erstausstrahlung im US-amerikanischen Fernsehen erfolgte in der Woche vor Thanksgiving 2008 auf dem Sender PBS.

## Sonstiges
In einer Szene tauchen Ernie und Bert als Tweedle-dee und Tweedle-dum auf. Bert fragt, ob dies ihre Szene ist, worauf Ernie antwortet, dass die beiden gar nicht in der Geschichte vorkommen, dies sei nur ein häufiger Irrtum. Das ist eine Anspielung auf den Fakt, dass Tweedle-dee und Tweedle-dum oft in die Geschichte Alice im Wunderland hineininterpretiert werden, etwa in vielen Verfilmungen. In Wirklichkeit kommen die Figuren erst in der Fortsetzung Alice hinter den Spiegeln vor.